# Élections fédérales canadiennes de 2021
Les élections fédérales canadiennes de 2021 ont lieu le 20 septembre 2021 afin d'élire les députés de la 44e législature de la Chambre des communes du Canada.
Le scrutin a lieu de manière anticipée deux ans avant la date prévue à la suite de la dissolution déclenchée à la demande du premier ministre Justin Trudeau, à la tête d'un gouvernement minoritaire depuis les précédentes élections en 2019. La décision de Trudeau de déclencher des élections en pleine pandémie de Covid-19 est critiquée par le reste de la classe politique.
Les élections, dont les résultats s'avèrent sensiblement les mêmes que deux ans auparavant, voient la victoire du Parti libéral du premier ministre qui conserve sa majorité relative, sans parvenir toutefois à décrocher la majorité absolue recherchée.
Ni le Parti conservateur d'Erin O'Toole, ni le Nouveau Parti démocratique de Jagmeet Singh ne parviennent à réaliser de gains substantiels, tout comme le Bloc québécois d'Yves-François Blanchet.
Seul le Parti populaire, dont la campagne s'axe sur l'opposition à la vaccination obligatoire et au passeport sanitaire, connaît une percée en termes de suffrages, sans pour autant parvenir à décrocher de sièges, y compris pour son chef Maxime Bernier. 
Même s'il l'emporte pour la première fois de son histoire une circonscription en Ontario grâce à la victoire de Mike Morrice dans Kitchener-Centre, le Parti vert s'effondre en ne conservant qu'une de ses circonscriptions gagnés en 2019 et connaît ses pires résultats depuis plus de vingt ans, ce qui conduit sa cheffe Annamie Paul à démissionner le 27 septembre.
Le scrutin est ainsi rapidement qualifié d'« élections de perdants », tous les partis en lice se voyant finalement frustrés dans leurs objectifs électoraux, tandis que de nouvelles élections anticipées dans un délai de deux ans sont jugées probables.

## Contexte
Lors des élections fédérales de 2019, le premier ministre sortant du Parti libéral Justin Trudeau est réélu à la tête d'un gouvernement minoritaire, après avoir perdu sa majorité absolue obtenue en 2015. Les conservateurs maintiennent leur position d'opposition officielle avec à leur tête Andrew Scheer. Ce dernier finit par démissionner et est remplacé par Erin O'Toole le 24 août 2020. Le Bloc québécois occupe la troisième place et, avec 32 sièges, récupère le statut de parti reconnu à la Chambre des communes. Le Nouveau Parti démocratique occupe 24 sièges, le Parti vert 3. À la suite de ces élections, Elizabeth May démissionne de son poste de cheffe du Parti vert. Annamie Paul est élue pour lui succéder.
Initialement prévues pour le 16 octobre 2023 au plus tard, les élections sont organisées de manière anticipée par Justin Trudeau, qui demande à la gouverneure générale la dissolution du Parlement le 15 août 2021. Le gouvernement libéral dispose alors d'une bonne position dans les sondages, avec 36 % des intentions de vote la veille de la dissolution, contre 29 % au Parti conservateur et 20 % au Nouveau Parti démocratique. La convocation du scrutin, qui se tient dans le contexte de la quatrième vague de la pandémie de Covid-19, est vivement critiquée par l'opposition, qui dénonce les risques en matière de santé publique,. La proclamation de la dissolution de la 43e législature par la gouverneure générale Mary Simon le 15 août marque le début d'une campagne de 36 jours, soit la durée minimale prévue par la loi électorale.
La période de campagne s'étend ainsi sur les élections générales néo-écossaises organisées le 17 août 2021. À la surprise générale, ces élections voient la victoire du Parti progressiste-conservateur qui remporte la majorité absolue des sièges au détriment du Parti libéral au pouvoir. Le scrutin est remarqué pour la victoire de l'opposition, là où l'ensemble des élections provinciales canadiennes organisées au cours de la pandémie de Covid-19 avait vu la victoire du parti au pouvoir,.

## Mode de scrutin
La Chambre des communes est la chambre basse du parlement bicaméral du Canada. Elle est composée de 338 sièges pourvus pour un mandat de quatre ans au scrutin uninominal majoritaire à un tour dans autant de circonscriptions électorales.

### Date
En accord avec la loi électorale du Canada, les élections ont lieu le troisième lundi d'octobre de la quatrième année suivant les précédentes élections. Les élections peuvent cependant avoir lieu de manière anticipée sur demande du premier ministre, comme lors de ces élections. La campagne est officiellement lancée le 15 août, jour où le premier ministre Justin Trudeau se rend chez la gouverneure générale pour demander la dissolution du Parlement. Les candidats ont du 17 au 30 août pour déposer leurs candidatures.

## Principales forces politiques
| Partis | Partis                           | Idéologie | Chef de file           | Résultats en 2019            | Sièges à la dissolution | Candidats |
| ------ | -------------------------------- | --- | ---------------------- | ---------------------------- | ----------------------- | --------- |
|        | Parti libéral (PLC)              | Centre à centre gauche Libéralisme canadien, social-libéralisme, progressisme, troisième voie, fédéralisme, écologisme | Justin Trudeau         | 33,12 % des voix 157 députés | 155                     | 338       |
|        | Parti conservateur (PCC)         | Centre droit à droite Libéral-conservatisme, libéralisme, libertarianisme, blue Toryism                                | Erin O'Toole           | 34,34 % des voix 121 députés | 119                     | 337       |
|        | Nouveau Parti démocratique (NPD) | Gauche Social-démocratie, socialisme démocratique, progressisme, féminisme, écologisme                                 | Jagmeet Singh          | 15,98 % des voix 24 députés  | 24                      | 338       |
|        | Bloc québécois (BQ)              | Centre gauche à Centre droit Nationalisme québécois, indépendantisme, social-démocratie, régionalisme, écologisme      | Yves-François Blanchet | 7,63 % des voix 32 députés   | 32                      | 78        |
|        | Parti vert                       | Gauche Écologisme, progressisme                                                                                        | Annamie Paul           | 6,55 % des voix 3 députés    | 2                       | 252       |
|        | Parti populaire du Canada (PPC)  | Droite à extrême droite Libéralisme, conservatisme, populisme, libertarianisme                                         | Maxime Bernier         | 1,62 % des voix 0 député     | 0                       | 312       |
|        | Indépendants                     | Indépendants | Indépendants           | 0,42 % des voix 1 député     | 5                       | 91        |
|        | Sièges vacants                   | Sièges vacants | Sièges vacants         | Sièges vacants               | 1                       | -         |

### Changement au Parlement au cours de la législature
|                               | Avant            | Avant               | Avant | Avant               | Après           | Après          | Après       |
| Siège                         | Date             | Député              | Parti | Motif               | Date            | Député         | Parti       |
| ----------------------------- | ---------------- | ------------------- | ----- | ------------------- | --------------- | -------------- | ----------- |
| Kitchener-Sud—Hespeler        | 6 juin 2020      | Marwan Tabbara (en) | PLC   | Démission du caucus | 6 juin 2020     | Marwan Tabbara | Indépendant |
| Toronto-Centre                | 17 août 2020     | Bill Morneau        | PLC   | Démission           | 26 octobre 2020 | Marci Ien      | PLC         |
| York-Centre                   | 1 septembre 2020 | Michael Levitt      | PLC   | Démission           | 26 octobre 2020 | Ya'ara Saks    | PLC         |
| Don Valley-Est                | 9 novembre 2020  | Yasmin Ratansi      | PLC   | Démission du caucus | 9 novembre 2020 | Yasmin Ratansi | Indépendant |
| Hastings—Lennox and Addington | 20 janvier 2021  | Derek Sloan         | PCC   | Exclu du caucus     | 20 janvier 2021 | Derek Sloan    | Indépendant |
| Brampton-Centre               | 25 janvier 2021  | Ramesh Sangha       | PLC   | Exclu du caucus     | 25 janvier 2021 | Ramesh Sangha  | Indépendant |
| Haldimand—Norfolk             | 11 mai 2021      | Diane Finley        | PCC   | Démission           | 11 mai 2021     | Vacant         |             |
| Fredericton                   | 10 juin 2021     | Jenica Atwin        | PVC   | Changement de parti | 10 juin 2021    | Jenica Atwin   | PLC         |

## Campagne

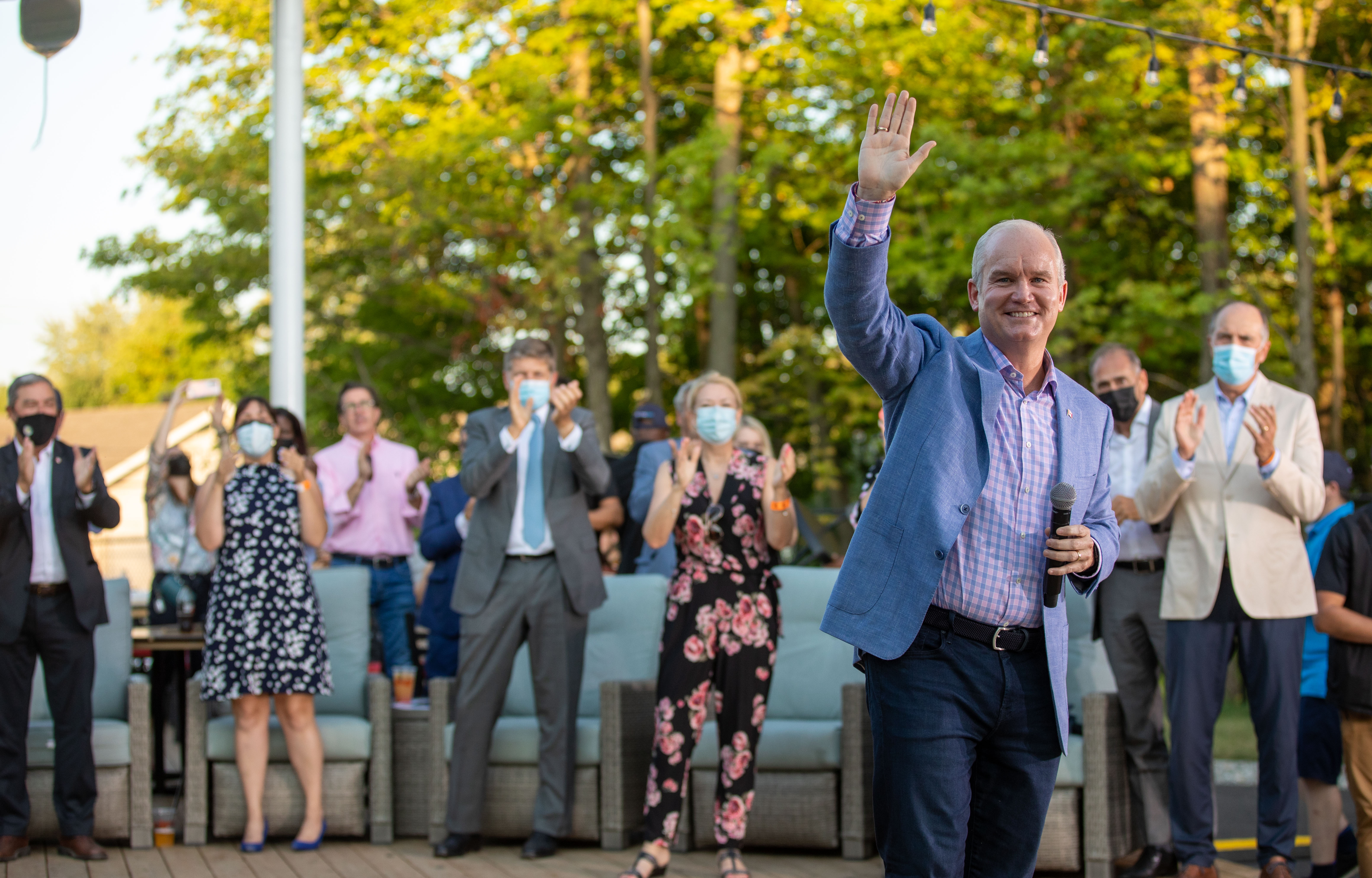
Erin O'Toole à Lévis le 18 août 2021.

Les premières semaines de la campagne s'avèrent difficiles pour Justin Trudeau, dont le parti libéral glisse derrière les conservateurs dans les sondages d'intentions de votes,. Le premier ministre ne tire pas l'effet escomptés des attaques ciblant le chef des conservateurs Erin O'Toole — qui conduit sa première campagne nationale en tant que chef du parti — sur les thèmes de la vaccination obligatoire pour les fonctionnaires fédéraux, l’avortement et la privatisation des soins de santé. En position de faiblesse lors de la campagne précédente sur ces deux derniers sujets ainsi que sur ceux de la lutte contre le dérèglement climatique ou le contrôle des armes à feu, pour lesquels ils sont dépeints par les libéraux comme « régressifs », les conservateurs se présentent cette fois ci davantage préparés, notamment en présentant un plan pour l'environnement ainsi que des mesures sociales,,,,.
Le gouvernement sortant pâtit également du départ précipité de l'Afghanistan à la suite de l'offensive menée par les talibans qui prennent Kaboul le 15 août, forçant les Occidentaux dont les Canadiens à se retrancher dans l'aéroport international de la capitale pour évacuer plusieurs jours durant leurs forces militaires, leur personnel diplomatique, leurs ressortissants et plusieurs milliers de collaborateurs locaux. Justin Trudeau est ainsi l'objet de critiques pour n'avoir selon ses opposants pas fait évacuer le pays suffisamment tôt. Sa position est davantage encore affaiblie par une maladresse de la ministre des Femmes et de l’Égalité des genres, Maryam Monsef, qui — elle même réfugiée d'origine afghane — déclare son soutien à l'accueil des réfugiés en appelant à collaborer avec « nos frères les Taliban », provoquant une levée de boucliers,,.
Alors que la perspective d'une absence de majorité pour le gouvernement libéral semble se confirmer dans les sondages d'opinions — au point que le premier ministre évoque la nécessité dans un tel cas de reconvoquer de nouvelles élections dans dix huit mois —, le parti libéral y effectue une nette remontée début septembre. Cette dernière intervient à la faveur des débats en français et en anglais organisés entre les chefs des cinq principaux partis,,.
La campagne est par ailleurs marquée par une montée dans les sondages du Parti populaire du Canada qui fait campagne contre le passeport vaccinal, la vaccination obligatoire et le port du masque obligatoire, en plus de ses thèmes de campagne principaux. Ces positions, uniques parmi les principaux partis, ainsi que sa posture anti-système lui permettent d'occuper un espace laissé vacant par les autres partis. Huit jours avant le scrutin, trois sondages donnent ainsi le parti à plus de huit pour cent des voix, avec notamment des scores élevés chez les Canadiens de moins de 50 ans,,. Justin Trudeau et Yves-François Blanchet accusent indirectement le Parti conservateur de la montée du Parti populaire du Canada, le premier reprochant notamment à Erin O’Toole de ne pas exiger des candidats de son parti qu'ils soient vaccinés

### Slogans
|                              | Slogan (français)    | Slogan (anglais)      |
| ---------------------------- | -------------------- | --------------------- |
| Parti libéral du Canada      | Avançons ensemble    | Forward. For Everyone |
| Parti conservateur du Canada | Agir pour l'avenir   | Secure the Future     |
| Bloc québécois               | Québécois            |                       |
| Nouveau Parti démocratique   | Oser ensemble        | Fighting for you      |
| Parti vert du Canada         | Il faut de l'audace. | Be daring.            |
| Parti populaire du Canada    | Fort et libre        | Strong and free       |

### Controverses

#### Parti libéral
Chrystia Freeland, candidate dans University—Rosedale, publie une vidéo sur Twitter qui a été classée comme étant du contenu « manipulé » par Twitter Canada.
Maryam Monsef, ministre des Femmes et de l'Égalité des genres et candidate dans Peterborough—Kawartha, a dû s'expliquer après avoir qualifié les talibans de « nos frères ».
Martin Francoeur, candidat dans Trois-Rivières, se fait rattraper par un article critiquant Justin Trudeau dans Le Nouvelliste en juillet 2020 alors qu'il était éditorialiste au quotidien. Le 2 septembre, il fait l'objet d’une enquête par le commissaire aux élections fédérales pour avoir demandé des contributions politiques à d'anciens collègues par le biais de leurs partenaires de vie,.
Steven Guilbeault, ministre du Patrimoine canadien et candidat dans Laurier—Sainte-Marie, est accusé de ne pas avoir payé d'impôts selon un document de la commission aux conflits d'intérêts rendu public par le député conservateur Pierre Paul-Hus.
Raj Saini (en), député sortant de Kitchener-Centre, se représente malgré des allégations d'inconduite avec de jeunes employées. Le 4 septembre, il annonce qu'il se retire.
Diane Lebouthillier, candidate dans Gaspésie–Les Îles-de-la-Madeleine, refuse de participer à un débat car le candidat populiste, Christian Rioux, n'est pas vacciné.
Mélanie Joly, candidate dans Ahuntsic-Cartierville, refuse de participer à un débat car la candidate populiste, Manon Chevalier, n'est pas vaccinée.
Kevin Vuong, candidat dans Spadina—Fort York, est ordonné via son chef de parti de suspendre sa campagne après que le quotidien Toronto Star a annoncé que Vuong ait déjà été accusé d'agression sexuelle mais ensuite été abandonnée. Le parti libéral affirme que Kevin Vuong ne sera plus un candidat libéral et sera exclu du caucus s'il est élu.

#### Parti conservateur
Erin O'Toole, chef conservateur et candidat dans Durham, se contredit plusieurs fois avec sa plateforme électorale. Bien qu'il se présente pro-choix au niveau de l'avortement, la plateforme mentionne vouloir « protéger le droit de conscience » des professionnels de la santé, c'est-à-dire qu'un médecin ou une infirmière pourrait décider de refuser de pratiquer un acte médical parce qu'il est contraire à leurs valeurs.
Le parti publie puis retire rapidement une vidéo sur le port de Saguenay lié au projet controversé du gazoduc GNL Québec,.
Cheryl Gallant, candidate dans Renfrew—Nipissing—Pembroke, aurait tenu des propos conspirationnistes dans une vidéo sur YouTube, publiée en juin, dans laquelle elle accuse les libéraux d'implanter un éventuel « confinement climatique » et faire « avancer un agenda socialiste » en imposant d’importantes restrictions au nom de la lutte contre les changements climatiques.
Troy Meyers, candidat dans Dartmouth—Cole Harbour, se retire en raison d'allégations d'inconduite sexuelle.
Lea Mollison, candidate dans Territoires du Nord-Ouest, n'a jamais mis les pieds dans la circonscription.
Lisa Robinson, candidate dans Beaches—East York, est exclue après que des messages islamophobes, datant de quatre ans, ont refait surface via le compte Twitter du candidat libéral Nathaniel Erskine-Smith. Malgré son exclusion du parti, Robinson continue à faire campagne et se prétend toujours être la candidate conservatrice de la circonscription.

#### Bloc québécois
Michel Boudrias, candidat dans Terrebonne, Claude André, ex-candidat dans Rosemont—La Petite-Patrie et André Parizeau, ex-candidat dans Ahuntsic-Cartierville, dénoncent avoir été écarté d’un processus d’investiture en bonne et due forme. Également, des militants bloquistes de la circonscription de Terrebonne accusent le chef, Yves-François Blanchet, d'avoir suspendu les assemblées d'investiture pour favoriser la candidature de Nathalie Sinclair-Desgagné. À la suite de cette tourmente, Boudrias a décidé de se représenter comme député indépendant.
Yves-François Blanchet, chef bloquiste et candidat dans Belœil—Chambly, se dit contre le projet du troisième lien entre Québec et Lévis malgré avoir cité que le tunnel pouvait être écologique,.
Yves-François Blanchet a refusé qu'Ensaf Haidar, candidate dans Sherbrooke, puisse répondre aux questions de la presse dont l'une portait sur son appui au chef populiste Maxime Bernier en 2018.
Solange Thibodeau, candidate dans Beauce, aurait tenu des propos sur Facebook, entre 2013 et 2019, jugés islamophobes et complotistes.
Le 14 septembre, Yves-François Blanchet devait exceptionnellement rencontrer des membres de la Société de l'Acadie du Nouveau-Brunswick à Caraquet. Bien qu'elle ait été annulée à la dernière minute, cette rencontre entre le chef bloquiste et la SANB a suscité des réactions partagées. Également, le président de la SANB, Alexandre Cédric Doucet, se dit avoir été victime d'un « Acadie-Bashing » et de menaces d'internautes à la suite de l'annulation.

#### Nouveau Parti démocratique
Deux candidats se retirent pour avoir publié des commentaires indisérables sur Twitter: 
- Sidney Coles, candidate dans Toronto—St. Paul's, se retire après que le quotidien Toronto Star ait rapporté que Coles aurait affirmé sur Twitter qu'Israël était responsable de la pénurie de vaccins contre la Covid-19 aux États-Unis l'hiver dernier.
- Dan Osborne, candidat dans Cumberland—Colchester, se retire après qu'un tweet, datant de 2019, ait refait surface. Dans le tweet en question, Osborne aurait interpellé l'animatrice américaine Oprah Winfrey pour lui demander si le camp de concentration et d'extermination Auschwitz a vraiment existé.

#### Parti vert
Dalila Elhak, candidate dans Beauport—Limoilou, qualifie dans un statut Facebook que sa cheffe, Annamie Paul, est une « honte ». Cette dernière a également présenté son intention de se présenter à la prochaine course à la chefferie du parti.

#### Parti populaire
Le 6 septembre 2021, Shane Marshall, candidat dans Elgin—Middlesex—London, jette du gravier sur le premier ministre Justin Trudeau lors d'une contre-manifestation spontanée anti-passeport sanitaire lors d'un événement de campagne. Le candidat finira par être expulsé du PPC et inculpé pour attaque armée.
Renate Siekmann, candidate dans Vancouver Quadra, a envoyé une brochure aux électeurs de sa circonscription avec les inscriptions « pas de passeport vaccinal » et « la discrimination est une erreur » sur une photo d'enfants autochtones dans un pensionnat en 1880. L'Assemblée des Premières Nations de la Colombie-Britannique a déclaré qu'il était « nuisible et répugnant » qu'une candidate du Parti populaire du Canada établisse une comparaison entre les passeports vaccinaux et les pensionnats pour Autochtones.

## Débats
Comme lors de l'élection fédérale de 2019, la Commission des débats des chefs organise deux débats, un en anglais et l'autre en français. Le Groupe de diffusion des débats, chargé de la réalisation, de la promotion et de la diffusion des débats est constitué pour le débat anglais de : CBC News, CTV News, Global News et APTN News. Pour le débat en français, Radio-Canada, Noovo, La Presse, Le Devoir, L'Actualité et les COOP de l'Info sont chargés du débat. Les chefs du Parti libéral, du Parti conservateur, du Nouveau Parti démocratique, du Bloc québécois et du Parti vert sont invités aux deux débats.
TVA, qui n'organise plus de débat avec les autres diffuseurs depuis l'élection québécoise de 2012, organisent leur traditionnelle émission Face-à-Face. Comme lors des précédentes éditions de son rendez-vous électorale, TVA choisit d'exclure la cheffe du Parti vert et n'invite que les quatre partis comptant des députés du Québec à la Chambre des communes.
De plus, le 29 août, Radio-Canada organise une émission spéciale nommée Cinq chefs, une élection, dans laquelle Patrice Roy, Céline Galipeau et Anne-Marie Dussault interviewent les chefs des cinq principaux partis politiques tour à tour, en direct : un format inédit au pays.

### Cartogramme

Cartogramme des résultats.

## Sondages d'opinions

Évolution des intentions de vote depuis le 1 août 2021
Parti libéral du Canada
Parti conservateur du Canada
Nouveau parti démocratique
Bloc québécois
Parti vert du Canada
Parti populaire du Canada

## Résultats

### Fédéraux
|                           |                                     |            |       |               |        |               |
| Partis                    | Partis                              | Voix       | %     | +/-           | Sièges | +/-           |
|                           | Parti conservateur                  | 5 747 384  | 33,74 | 0,60          | 119    | 2             |
|                           | Parti libéral                       | 5 556 555  | 32,62 | 0,50          | 160    | 3             |
|                           | Nouveau Parti démocratique          | 3 036 346  | 17,83 | 1,85          | 25     | 1             |
|                           | Bloc québécois                      | 1 301 598  | 7,64  | 0,01          | 32     | en stagnation |
|                           | Parti populaire                     | 840 990    | 4,94  | 3,32          | 0      | en stagnation |
|                           | Parti vert                          | 397 014    | 2,33  | 4,22          | 2      | 1             |
|                           | Parti Libre Canada                  | 47 250     | 0,28  | Nv            | 0      | en stagnation |
|                           | Parti Maverick                      | 35 178     | 0,21  | Nv            | 0      | en stagnation |
|                           | Parti de l'héritage chrétien        | 8 985      | 0,05  | 0,05          | 0      | en stagnation |
|                           | Parti rhinocéros                    | 6 085      | 0,04  | 0,01          | 0      | en stagnation |
|                           | Parti libertarien                   | 4 765      | 0,03  | 0,02          | 0      | en stagnation |
|                           | Parti communiste                    | 4 700      | 0,03  | 0,01          | 0      | en stagnation |
|                           | Parti communiste marxiste-léniniste | 4 532      | 0,03  | 0,01          | 0      | en stagnation |
|                           | Parti pour l'indépendance du Québec | 2 934      | 0,02  | en stagnation | 0      | en stagnation |
|                           | Protection des animaux              | 2 546      | 0,01  | 0,01          | 0      | en stagnation |
|                           | Parti marijuana                     | 2 031      | 0,01  | en stagnation | 0      | en stagnation |
|                           | Coalition des anciens combattants   | 1 246      | 0,01  | 0,02          | 0      | en stagnation |
|                           | Parti centriste                     | 648        | 0,00  | Nv            | 0      | en stagnation |
|                           | Alliance nationale des citoyens     | 476        | 0,00  | en stagnation | 0      | en stagnation |
|                           | Parti patriote                      | 244        | 0,00  | Nv            | 0      | en stagnation |
|                           | Quatrième front                     | 105        | 0,00  | en stagnation | 0      | en stagnation |
|                           | Parti nationaliste canadien         | 52         | 0,00  | en stagnation | 0      | en stagnation |
|                           | Indépendants                        | 32 481     | 0,19  | 0,23          | 0      | 1             |
|                           |                                     |            |       |               |        |               |
| Suffrages exprimés        | Suffrages exprimés                  | 17 034 145 | 98,99 |               |        |               |
| Votes blancs et invalides | Votes blancs et invalides           | 175 675    | 1,01  |               |        |               |
| Total                     | Total                               | 17 209 820 | 100   | -             | 338    | en stagnation |
| Abstentions               | Abstentions                         | 10 156 477 | 37,11 |               |        |               |
| Inscrits / participation  | Inscrits / participation            | 27 366 297 | 62,89 |               |        |               |

### Par province
- Alberta
- Colombie-Britannique
- Manitoba
- Île-du-Prince-Édouard
- Nouveau-Brunswick
- Nouvelle-Écosse
- Ontario
- Québec
- Saskatchewan
- Terre-Neuve-et-Labrador
- Territoires

### Recomptages
Le 25 septembre, le parti libéral demande un recomptage des voix dans la circonscription de Châteauguay—Lacolle, où Brenda Shanahan a été défaite face au candidat bloquiste Patrick O'Hara par un écart de 286 voix,. Deux semaines plus tard, Élections Canada annonce Shanahan victorieuse par 12 voix sur O'Hara, lui permettant de conserver son siège de députée et réduisant le total de sièges du Bloc québécois à 32,. D'autres recomptages sont réclamés, notamment dans les circonscriptions de Québec et de Trois-Rivières, mais sans changements.

## Analyse et conséquences

Carte des résultats détaillés par circonscription.

Les résultats des élections sont sensiblement les mêmes que deux ans auparavant, seule une poignée de sièges changeant de parti. Comme en 2019, le Parti conservateur arrive en tête en termes de suffrages au niveau national, mais est nettement dépassé par le Parti libéral en termes de sièges, du fait de la concentration de ses électeurs dans des circonscriptions déjà acquises.
Le scrutin est une victoire en demi teinte pour le Parti libéral du premier ministre Justin Trudeau, qui arrive en tête et conserve la majorité relative, mais échoue à décrocher la majorité absolue convoitée, l’empêchant ainsi de former un gouvernement majoritaire,.
Le retour à la situation existante avant la convocation des élections est perçue comme un échec pour Justin Trudeau, qui perd son pari d'obtenir une majorité deux ans avant la fin naturelle de la législature. La faible durée de vie des gouvernements minoritaires canadiens, qui ne durent en moyenne qu'un peu moins de deux ans, rend malgré tout probable un retour aux urnes à l'échéance prévue. Ce statu quo ante bellum amène le scrutin à être qualifié de « remaniement ministériel à 600 millions de dollars », renouvelant les critiques sur son coût et sa nécessité en l'absence de crise politique justifiant sa convocation,. Le parti conservateur ne parvient pas non plus à tourner le scrutin à son avantage, malgré des sondages initialement favorables. La stratégie de virage au centre d'Erin O'Toole échoue à rallier des électeurs libéraux, tout en refroidissant l'enthousiasme de son électorat le plus conservateur. À la gauche des libéraux, le Nouveau parti démocratique ne parvient pas non plus à faire la différence, faute de s'être suffisamment démarqué du parti libéral au pouvoir. Le maintien d'un gouvernement minoritaire permet cependant au parti de Jagmeet Singh de peser sur le vote des projets de loi du gouvernement,. Le Bloc québécois, pour sa part, conserve simplement ses 32 sièges acquis au dernier scrutin, bien loin de son objectif d'en obtenir 40.
Seule véritable surprise du scrutin, le Parti populaire du Canada connait une hausse relative en ralliant derrière lui les opposants aux politiques de vaccination et de confinement des populations mises en œuvre pour lutter contre la pandémie de Covid-19. Le parti ne parvient pour autant pas à faire élire un seul de ses candidats, y compris son chef Maxime Bernier, qui échoue dans sa circonscription québécoise de Beauce.
Décevante pour tous les partis en lice, ces « élections de perdants » sont surtout des échecs personnels pour les dirigeants des deux principaux partis, conservateurs comme libéraux ayant espéré une victoire décisive. La défaite est particulièrement ressentie dans le camp libéral, le pari perdu de Justin Trudeau étant jugé susceptible de remettre en cause sa position à la tête du parti. Dès le soir du scrutin, le quotidien La Presse, pourtant très libéral, titre « Le début de la fin de l'ère Trudeau »,.
Erin O'Toole fait face dans les semaines qui suivent à des appels de membres du conseil national du parti conservateur à organiser de manière anticipée la prochaine élection du chef du parti, prévue en 2023, tout en bénéficiant également de messages de soutiens d'autres membres du parti,.
Confrontée aux pires résultats de son parti depuis les élections de novembre 2000 avec seulement 2,3 % des suffrages et deux sièges, la cheffe du Parti vert, Annamie Paul présente quant à elle sa démission dès le 27 septembre,.

## Suites
Le 22 mars 2022, le parti libéral et le nouveau parti démocratique concluent un accord, le second fournissant un soutien sans participation au premier en échange d'une priorisation des projets favorisés par le NDP, permettant ainsi au Premier ministre de s'assurer de rester en poste jusqu'aux prochaines élections en 2025,,.